# San Sebastián, Colombia
San Sebastián är en ort i Colombia.   Den ligger i departementet Cauca, i den sydvästra delen av landet, 400 km sydväst om huvudstaden Bogotá. San Sebastián ligger 2 099 meter över havet och antalet invånare är 931.
Terrängen runt San Sebastián är huvudsakligen kuperad, men norrut är den bergig. San Sebastián ligger nere i en dal. Runt San Sebastián är det mycket glesbefolkat, med 4 invånare per kvadratkilometer. Närmaste större samhälle är Almaguer, 12,5 km nordväst om San Sebastián. I omgivningarna runt San Sebastián växer i huvudsak städsegrön lövskog.